# Dziura pod Smoczą Jamą

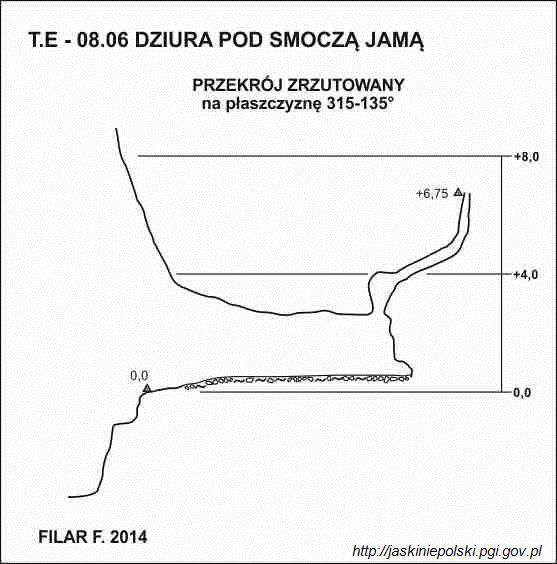
Przekrój jaskini

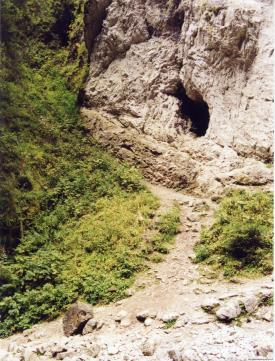
Otwór jaskini

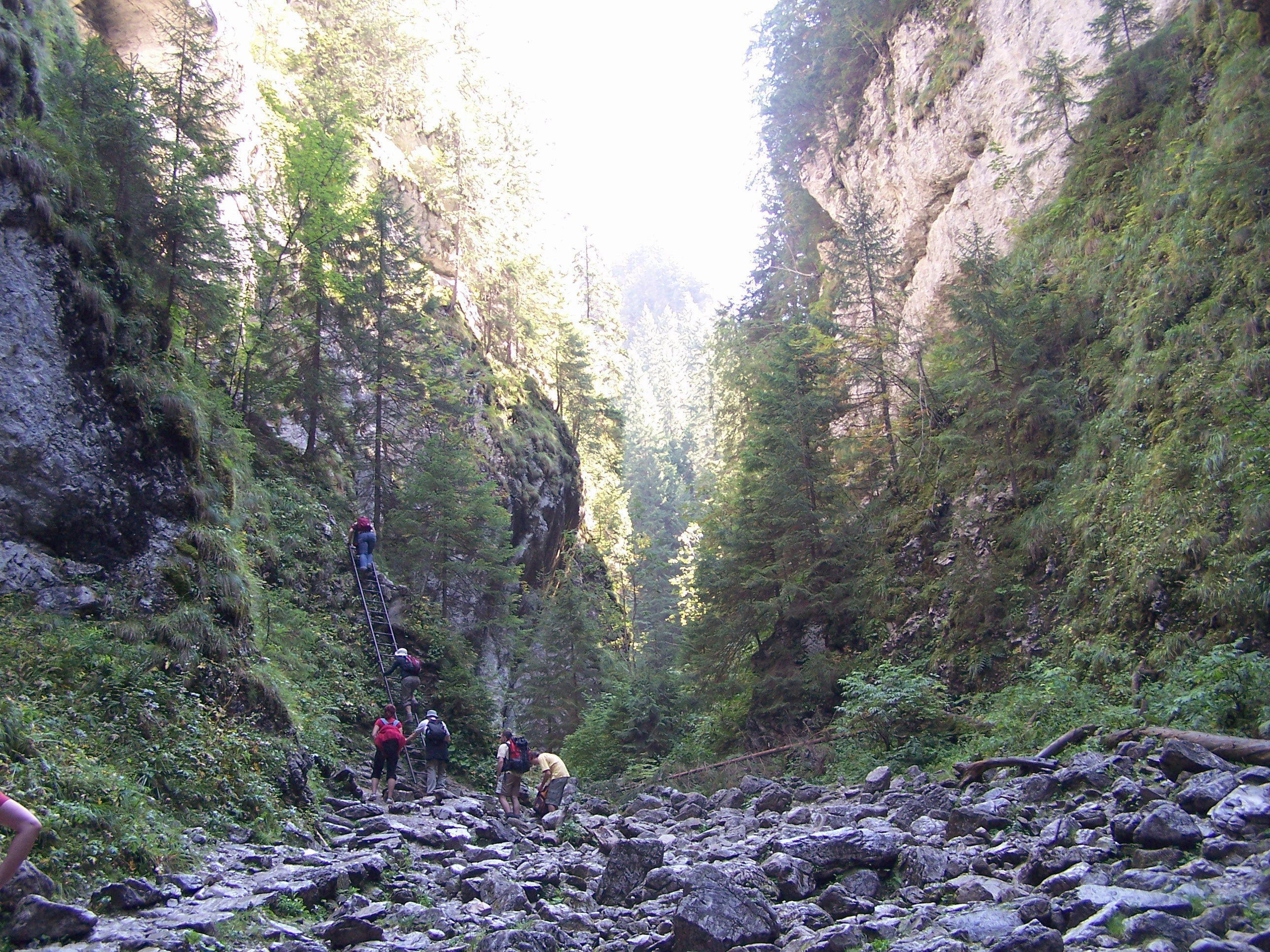
Wąwóz Kraków i wejście do Smoczej Jamy

Dziura pod Smoczą Jamą (Żółta, Żółta Grota, Kraków) – jaskinia, a właściwie schronisko, w Dolinie Kościeliskiej w Tatrach Zachodnich. Wejście do niej położone jest w Wąwozie Kraków, na lewo od szlaku prowadzącego do Smoczej Jamy, w pobliżu Szczeliny pod Smoczą Jamą, kilkanaście metrów przed drabinką, na wysokości 1080 metrów n.p.m. Długość jaskini wynosi 16,5 metrów, a jej deniwelacja 6,5 metrów.

## Opis jaskini
Główną częścią jaskini jest prosty, kilkunastometrowy korytarzyk zaczynający się w obszernym otworze wejściowym a kończący namuliskiem. Jedyną boczną odnogą jest 4,5-metrowy kominek odchodzący ze stropu przed namuliskiem.

## Przyroda
Nacieki w jaskini nie występują. Rosną w niej mchy i glony.

## Historia odkryć
Jaskinia była znana od dawna. Aktualny jej plan i opis sporządzili w lutym 2014 roku F. Filar i B. Chlipała.